# Сергина (Тюменская область)
Сергина — деревня в Сорокинском районе Тюменской области России. Входит в состав Знаменщиковского сельского поселения.

## История
Основана в 1924 году. По данным на 1926 год поселок Сергинский состоял из 18 хозяйств. В административном отношении входил в состав Знаменщиковского сельсовета Викуловского района Ишимского округа Уральской области.

## Население
| 2010 |
| ---- |
| 30   |

По данным переписи 1926 года в поселке проживало 81 человек (39 мужчин и 42 женщины), в том числе: русские составляли 100 % населения.
Согласно результатам переписи 2002 года, в национальной структуре населения русские составляли 75 % из 52 чел.